# Psychotria eggersii
Psychotria eggersii är en måreväxtart som beskrevs av Paul Carpenter Standley. Psychotria eggersii ingår i släktet Psychotria och familjen måreväxter. Inga underarter finns listade i Catalogue of Life.